# Rivière d'Aulnage
Pour les articles homonymes, voir Aulnaie (homonymie).
La rivière d'Aulnage est un affluent de la rivière des Sept Îles, coulant sur la rive-nord du fleuve Saint-Laurent dans les municipalités de Saint-Léonard-de-Portneuf et de Saint-Basile, dans la municipalité régionale de comté (MRC) de Portneuf, dans la région administrative de la Capitale-Nationale, dans la province de Québec, au Canada.
La partie supérieure de la rivière d'Aulnage coule surtout en milieu forestier en dévalant la Montagne de Sainte-Angélique ; la partie inférieure est surtout en zone agricole. Ainsi, la foresterie et l'agriculture constituent les principales activités économiques de cette vallée.
Cette vallée est desservie surtout par le chemin du rang Sainte-Anne (côté ouest) et par la rue Sainte-Angélique (côté est) qui devient vers le nord le chemin du rang Sainte-Angélique.
La surface de la rivière d'Aulnage (sauf les zones de rapides) est généralement gelée de début décembre à fin mars ; toutefois, la circulation sécuritaire sur la glace se fait généralement de fin décembre à début mars. Le niveau de l'eau de la rivière varie selon les saisons et les précipitations ; la crue printanière survient en mars ou avril.

## Géographie
La rivière d'Aulnage prend sa source à la confluence de trois ruisseaux forestiers sur la Montagne de Sainte-Angélique (sommet à 235 m), dans Saint-Léonard-de-Portneuf, soit près de la limite nord de Saint-Basile. Cette source est située sous les lignes à haute tension d'Hydro-Québec à 6,4 km au nord-ouest de l'embouchure de la rivière d'Aulnage, à 7,0 km au nord-ouest du centre du village de Saint-Basile, à 7,9 km au nord-ouest de l'embouchure de la rivière des Sept Îles et à 14,3 km au nord de l'embouchure de la rivière Portneuf.
Parcours de la rivière d'Aulnage
À partir de sa source sur la Montagne de Sainte-Angélique, les eaux de la rivière d'Aulnage coulent sur :
- 6,3 km vers le sud en dévalant la montagne, puis le sud-est dans la plaine agricole en passant à côté de l'Aéroport de Saint-Basile (Marcotte), jusqu'au pont de la rue Sainte-Angélique ;
- 1,6 km vers le sud-est en recueillant plusieurs petits ruisseaux agricoles, jusqu'à son embouchure (altitude : 60 m) située au nord du village de Saint-Basile[3].

La rivière d'Aulnage se déverse sur la rive nord-ouest de la rivière des Sept Îles. À partir de l'embouchure de la rivière d'Aulnage, le courant descend sur 2,3 km vers le sud le cours de la rivière des Sept Îles, puis sur 13,9 km vers le sud-ouest en serpentant dans la plaine du Saint-Laurent, jusqu'à la rive nord du fleuve Saint-Laurent.

## Toponymie
En Europe, une aulnaie désigne une végétation de type forestier où prédomine l'aulne (Alnus glutinosa), un arbre de la famille des Betulaceae.
Dans l'est du Canada, une aulnaie peut être à la fois un milieu forestier ou un milieu humide. Deux types d'aulnes sont présents sur le territoire, soit l'aulne crispé (Alnus viridis var. crispa) et l'aulne rugueux (Alnus incana). Ces deux espèces ne se trouvent pas dans le même habitat. Le premier se trouve en milieu sec, désignant donc une végétation de type forestier et le second en milieu humide, désignant donc une végétation typique de milieux humides.
L'aulnage signifie l'action de nettoyer une aulnaie.
Le toponyme Rivière d'Aulnage a été officialisé le 17 août 1978 à la Banque des noms de lieux de la Commission de toponymie du Québec.